# Avia (meccanica)
La Avia è un'azienda meccanica della Repubblica Ceca, già Cecoslovacchia, attiva nella produzione di autocarri, di aerei militari e civili e di componenti aeronautiche. È stata fondata nel 1919 da Pavel Beneš, Miroslav Hajn, Jaroslav František Koch e Václav Malý. Nel 1928 e 1929 ha fatto parte del gruppo Škoda. Durante gli anni trenta fu la più grande azienda aeronautica cecoslovacca e si spostò a Letňany, Praga. Dopo il secondo conflitto mondiale iniziò a produrre autocarri. Velivoli furono prodotti fino al 1963. L'azienda nel 1992 fu divisa in Avia propeller e Avia truck.
Dopo il fallimento avvenuto nel 2013 per mezzo della Ashok Leyland nel 2016 viene acquisita dalla Czechoslovak Group e la produzione riparte nel settembre 2017.

## Storia
Negli anni venti e trenta ha prodotto degli aeroplani come BH-1, BH-3, BH-7, BH-9, BH-11, BH-17, BH-21, BH-22, BH-25, BH-33, B-135 e B-534. Durante la seconda guerra mondiale ha prodotto aerei e motori destinati alla Luftwaffe.
Alla fine del conflitto ha costruito aerei come il B-33 che sono stati esportati in molti stati (Es.: Romania, Israele etc.)
Nel 1963 i vertici della società hanno deciso di specializzarsi solo nella produzione di camion e nel 1968 è stato firmato un contratto con la Renault-Saviem per la produzione in licenza.
Nel 1988 ha ripreso la produzione di componenti di aerei.
L'esportazione di camion è stata bloccata nel 1989 con il crollo del comunismo, ma è ripresa nel 1997.

## Velivoli

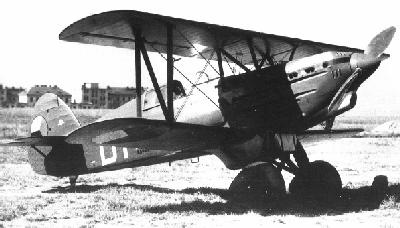
Avia B-534

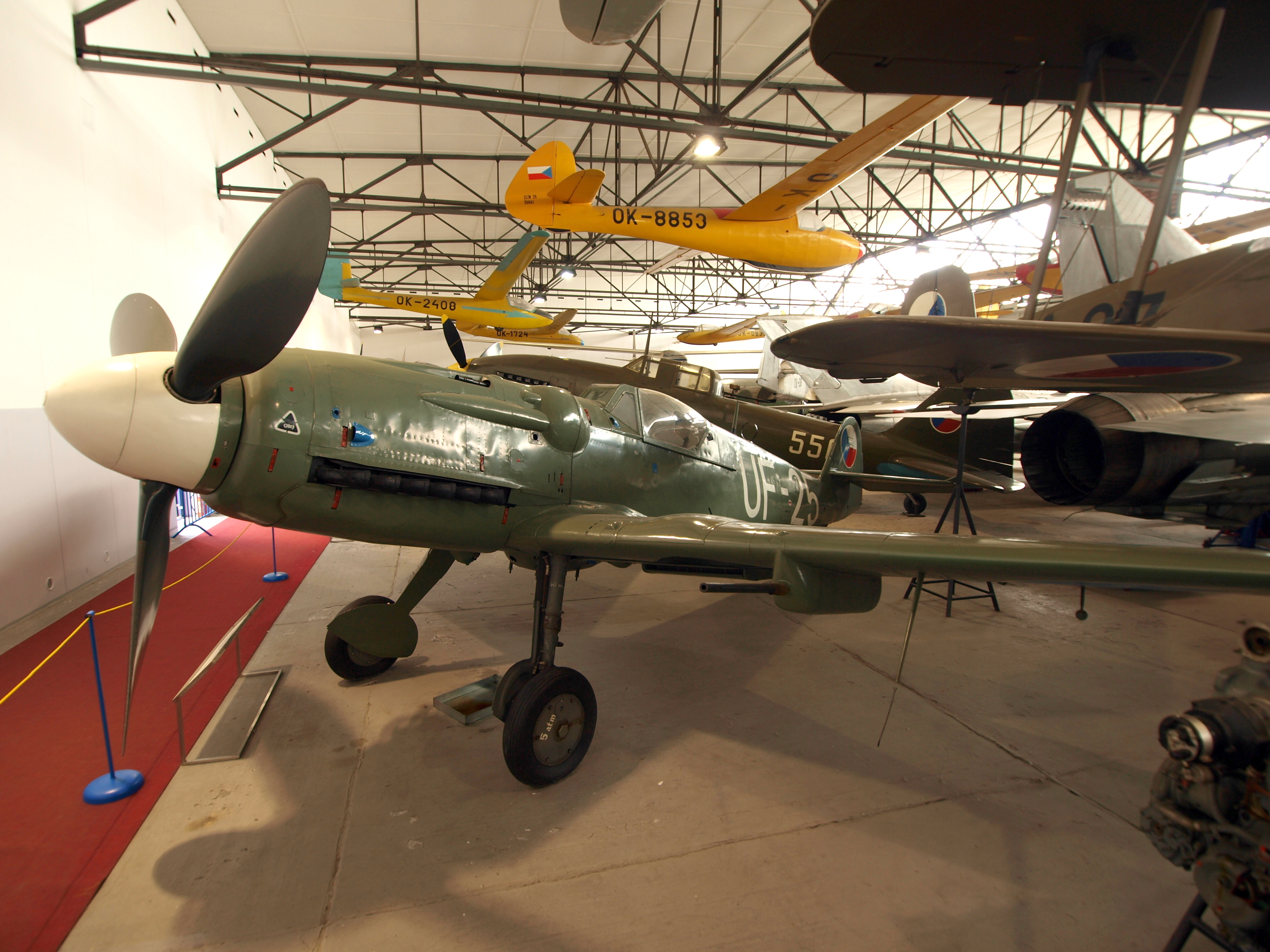
Avia S-199

Prima della seconda guerra mondiale l'azienda produsse velivoli civili e militari, incluso l'Avia BH-1, Avia BH-21, Avia B-534 e Avia B-71 (licenza Tupolev SB).
Avia iniziò a produrre il Messerschmitt Me 109G nell'immediato inizio guerra come Avia S-99, ma subito dismesso per il motore Daimler-Benz DB 605.
Durante il secondo conflitto mondiale la Germania aprì diversi siti produttivi in Cecoslovacchia per il Messerschmitt Me 262, designato Avia S-92. Gli stabilimenti rimasero intatti, e nel dopoguerra la produzione ripartì.
Il primo S-92 fu assemblato all'Istituto di ricerca di Letňany nel 1945 con cellule dell'Avia e motori da Malešice (Junkers Jumo 004, M-04). Il primo velivolo S-92 volò il 27 settembre 1946, con il pilota capo Avia Antonin Kraus. Lo stesso anno il 10 dicembre il CS-92 prese il volo per la prima volta.
La prima consegna di un S-92 alla forza aerea Ceca avvenne il 6 febbraio 1948. Dodici aerei completi, nove S-92 e tre CS-92, equipaggiarono il 5º stormo. Vennero successivamente messi a terra nel 1951.
La Jugoslavia mostrò interesse per l'S-92, ma Avia fu sul punto di avere la licenza per il MiG 15 (e il già prodotto Yakovlev Yak-23, come S-101) e il progetto S-92 terminò. Un Avia S-92 (A-1a) e un Avia CS-92 (B-1a) sono esposti al "Vojenské Muzeum" di Kbely.
L'Avia S-199 fu un caccia utilizzante parti e progetti della Luftwaffe durante la seconda guerra mondiale. Non molto popolare tra i piloti, divenne noto presso la Heyl Ha'Avir durante la guerra arabo-israeliana del 1948. I piloti Cechi lo chiamarono Mezek ((IT) mulo), gli israeliani (DE) Messer ((IT) coltello) o Sakeen; il nome ufficiale fu Python ((IT) pitone).
L'Avia S-199 continuò ad usare la cellula del Me 109G, ma senza avere il motore originale, usando invece lo Junkers Jumo 211 e le eliche dell'Heinkel He 111. Il risultato fu una scarsa maneggevolezza. Il motore utilizzato non aveva la risposta del Daimler-Benz, e la coppia dell'elica non era all'altezza. Il carrello non permetteva atterraggi e decolli in sicurezza. Inoltre vi era un difetto nell'ingranaggio di sincronizzazione che alcune volte faceva distruggere le eliche.
L'Avia B-33 (licenza Ilyushin Il-10) o Avia 14 (licenza Ilyushin Il-14), che in versione airliner portava 42 passeggeri, divenne l'aereo più grande mai prodotto in Cecoslovacchia.

### Lista dei velivoli Avia
- Avia BH-1 (1920)
- Avia BH-2 (1921)
- Avia BH-3 (1921)
- Avia BH-4 (1922)
- Avia BH-5 (1923)
- Avia BH-6 (1923)
- Avia BH-7 (1923)
- Avia BH-8 (1923)
- Avia BH-9 (1923)
- Avia BH-10 (1924)
- Avia BH-11 (1923)
- Avia BH-12 (1924)
- Avia BH-16 (1924)
- Avia BH-17 (1924)
- Avia BH-19 (1924)
- Avia BH-20 (1924)
- Avia BH-21 (1925)
- Avia BH-22 (1924)
- Avia BH-23 (1926)
- Avia BH-25 (1926)
- Avia BH-26 (1927)
- Avia BH-27 ('20)
- Avia BH-28 (1927)
- Avia BH-29 (1927)
- Avia BH-33 (1927)
- Avia BH-39 (1929)
- Avia B-34 (1932)
- Avia B-234 (1932)
- Avia B-534 (1933)
- Avia B-122 (1934)
- Avia B-71 (1934)
- Avia B-35 (1938)
- Avia B-135 (1938)
- Avia B-158 (1938)
- Avia B-228 (1950s)
- Avia S-92 (1944)
- Avia S-99 (1945)
- Avia B-33 (1944) (Ilyushin Il-10)
- Avia S-199 (1947)
- Avia S-105 (1950s)
- Avia 14 (1950) (Ilyushin Il-14)
- Avia 51 (1933)
- Avia 57 (1937)
- Avia 156 (1934)
- Avia UR-1

## Nel secondo dopoguerra
Dopo la caduta del comunismo, l'Avia si è divisa in due società: Avia trucks produttrice di autocarri e Avia propeller, produttrice di componenti per aerei. La sede originale dell'azienda dove venivano prodotti gli autocarri è stata definitivamente chiusa nel 2013 e la produzione esportata in India, paese della casa madre dopo l'acquisizione da parte degli indiani della britannica Leyland.
Nell'aprile 2016, a causa della fallimentare gestione degli indiani della Ashok Leyland che acquisirono brevetti e tecnologia per poi chiudere l’impianto, la Avia viene acquisita da Czechoslovak Group con sede ad Ostrava e la produzione viene spostata nello stabilimento di Přelouč. Il piano di rilancio prevede la costruzione di 360-400 camion l’anno. A settembre 2017 viene lanciata la nuova gamma di camion Avia serie D equipaggiati con motore quattro cilindri Cummins ISB 4.5l (150, 180 e 210 CV).

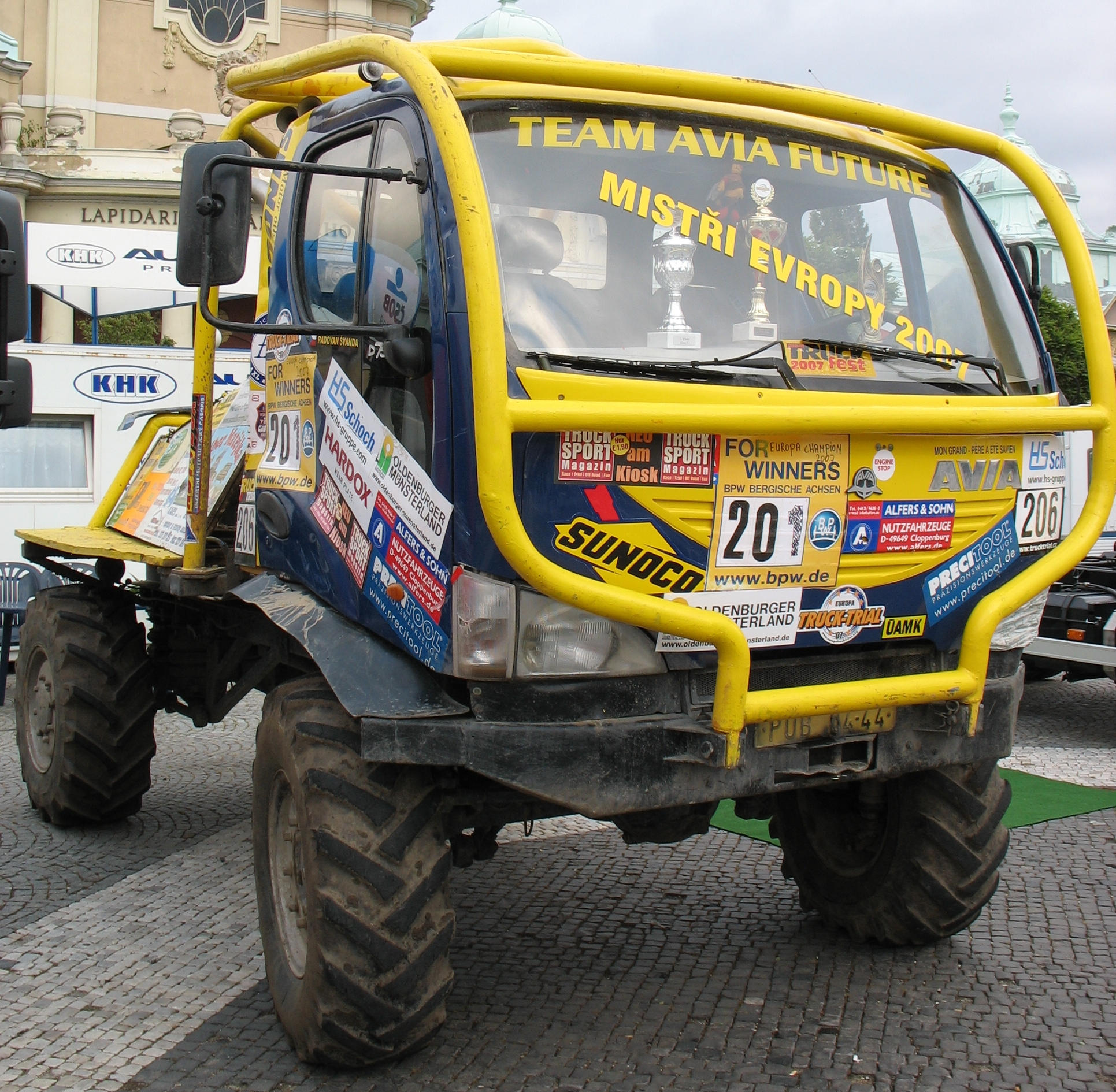
L'Avia campione d'Europa nella sua categoria del truck trial
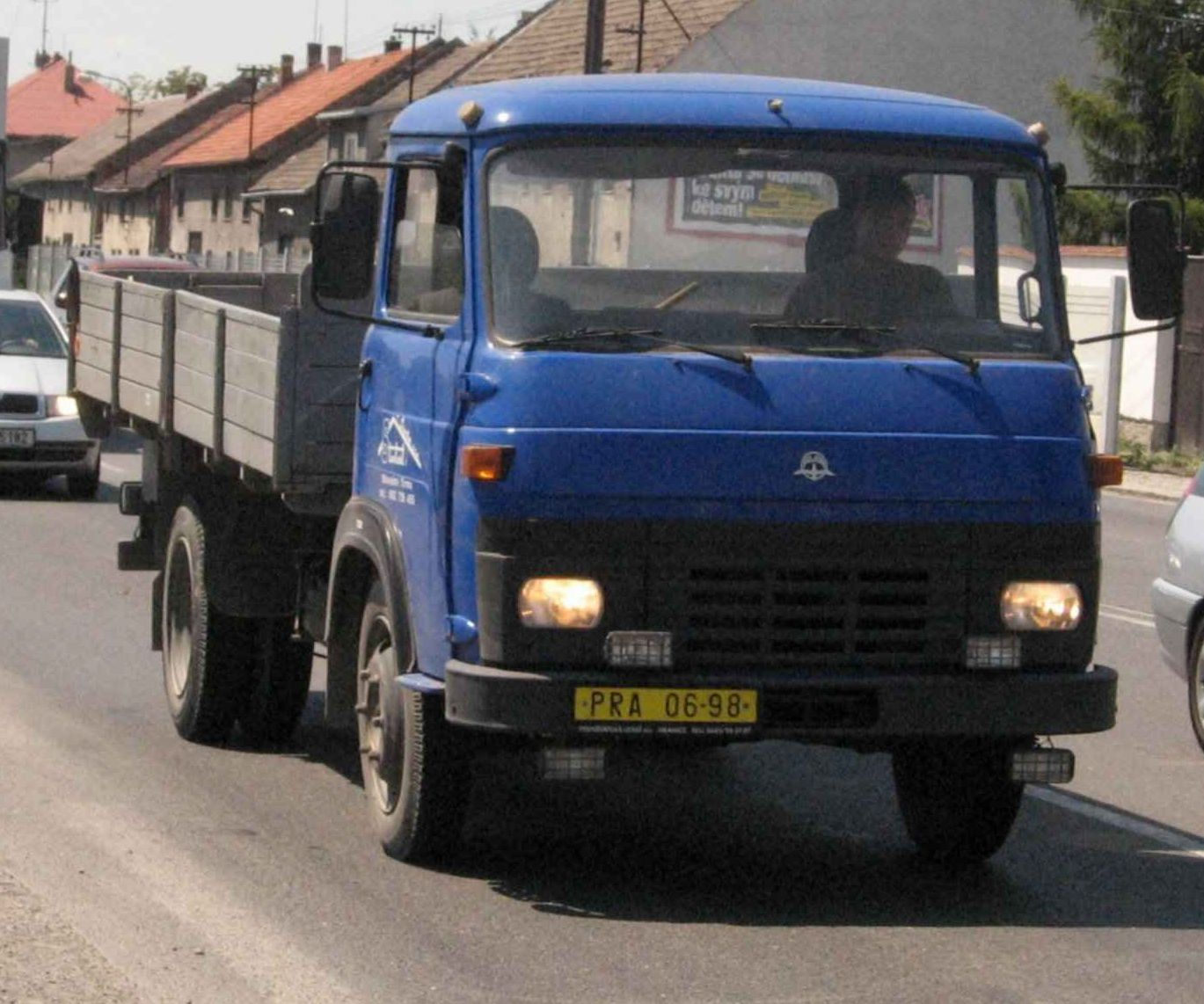
Avia di derivazione Saviem